# Kaple svaté Anny (Hostěnice)
Kaple svaté Anny stojí v katastrálním území Hostěnice v okrese Brno-venkov. Je chráněna jako kulturní památka ČR. Kaple náleží pod římskokatolickou farnost Pozořice.

## Historie
Barokní kaple z roku 1748 byla postavena severně od obce Hostěnice v lese na kopci Hádek.
Podle pověsti měla být postavena ze zbylých cihel, které zůstaly na místě překladiště. Cihly pro poutní kostel Jména Panny Marie ve Křtinách se vozily z cihelny v Tvarožné a v místě dnešní kapličky se překládaly. Po dostavbě poutního kostela ze zbylých cihel byla postavena kaplička a zasvěcena svaté Anně. Údajně v den svaté Anny (26. července) začala ustupovat morová epidemie, která kdysi sužovala obec.
V roce 1947 byla kaple rekonstruována a byla doplněna o sochy světců, které vytvořil sochař Matěj Kocourek z Pozořic. V roce 2013 byla kaple svým majitelem, společností Lesy České republiky, rekonstruována. Za tento počin bylo společnosti Lesy ČR Jihomoravským krajem uděleno 1. místo v soutěži Nejlépe opravená kulturní památka Jihomoravského kraje v roce 2013 v kategorii Drobné stavby.

## Popis
Kaple je volně stojící zděná stavba se čtyřmi hlubokými výklenky, které jsou zaklenuty konchou a jsou v nich vpadliny (ve tvaru obdélníků) s parapetní římsou. Je postavena na oktogonálním půdorysu s delšími a kratšími stěnami. Užší stěny jsou členěny pilastry zakončené římsovou hlavicí. Na hlavici je kladí se zalamovanou pásovou římsou. Mezi pilastry jsou malé výklenky zaklenuté konchou a v nich jsou umístěny sochy světců. Nad výklenkem je výklenek ve tvaru čtyřlístku. Kapli ukončuje profilovaná okapová římsa. Kaple je zastřešena osmibokou stanovou střechou s křížem. V roce 2013 byla provedena oprava střechy, fasády a přilehlého okolí, kde v blízkosti kaple byly umístěny lavičky.
Ve výklencích je umístěno sousoší svatého Cyrila a Metoděje a sousoší Panny Marie se svatou Annou z roku 1954, v roce 1955 byly doplněny o sochy čtyř evangelistů.